# Relations entre le Rwanda et l'Union européenne
Les relations entre le Rwanda et l’Union européenne reposent sur les accords ACP. Le Rwanda est l’un des seuls pays ACP à avoir réalisé la plupart des Objectifs du millénaire pour le développement.

## Aide au développement
Au titre du 10e Fonds européen de développement de 2008-2013, un montant de 290 millions d'euros fut accordé au Rwanda pour soutenir, notamment, le développement rural et le développement des infrastructures.

## Sources

## Compléments